# 布魯寧 (內布拉斯加州)
布魯寧（英語：Bruning）是位於美國內布拉斯加州塞耶縣的村。

## 人口
根據2020年美國人口普查的數據，布魯寧的面積為0.70平方千米，皆為陸地。當地共有人口285人，而人口密度為每平方千米407人。